# Park Sang-young
Park Sang-young (în coreeană 박상영; n. 16 octombrie 1995, Jinju⁠(d), Coreea de Sud) este un scrimer sud-coreean specializat pe spadă, campion olimpic la  Rio de Janeiro 2016. A fost și laureat cu argint pe echipe la Campionatul Mondial din 2014 și vicecampion asiatic la individual în 2016.

## Carieră
A fost laureat cu aur la Campionatul Mondial pentru juniori din 2012 după ce a trecut de maghiarul Dániel Berta. În sezonul 2013-2014, primul la seniori pentru el, a câștigat Grand Prix-ul de la Doha și cel de la Berna. S-a alăturat echipei naționale a Coreei, cu care a cucerit medalia de aur la Campionatul Asiatic de la Suwon și la Jocurile Asiatice de la Incheon, precum și medalia de argint la Campionatul Mondial din 2014 de la Kazan. A încheiat sezonul pe locul 3 în clasamentul mondial FIE.
Sezonul 2014-2015 s-a dovedit mai greu pentru el. După două sferturi de finală în Cupa Mondială, s-a rănit la genunchi în luna martie, din cadrul Grand Prix-ului de la Budapesta. Astfel, nu a putut să participe nici la Campionatul Asiatic, nici la Campionatul Mondial. 
S-a întors pe planșă un an mai târziu, cucerind o medalie de bronz la etapa de Cupa Mondială de la Vancouver. A câștigat argintul la Campionatul Asiatic, fiind învins în finală de conaționalul Park Kyoung-doo. S-a calificat la Jocurile Olimpice de vară din 2016 de la Rio de Janeiro cu echipa Coreei de Sud. În proba individuală, a trecut succesiv de rusul Pavel Suhov și de nr. 2 mondial, italianul Enrico Garozzo. În sferturile de finală a dispus ușor de elvețianul Max Heinzer, scorul fiind 15–4. În semifinale l-a învins pe un atl elvețian, Benjamin Steffen. În finala l-a înțalnit pe campionul mondial en titre, ungurul Géza Imre. După ce a fost condus cu patru tușe, a lovit de cinci ori consecutive, câștigând prima medalie de aur olimpică sud-coreeană la spadă

## Palmares
Clasamentul la Cupa Mondială
| An  | 2014 | 2015 | 2016 |
| --- | ---- | ---- | ---- |
| Loc | 3    | 37   | 3    |